# Lansing Holden
Lansing Colton Holden Jr. (ur. 8 października 1896, zm. 13 listopada 1938) – amerykański as myśliwski z czasów I wojny światowej. Osiągnął 7 zwycięstw powietrznych. Należał do zaszczytnego grona Balloon Buster.

## Życiorys
Urodził się na Brooklynie w Nowym Jorku. Przed wojną studiował w Uniwersytet Princeton.
Od 1917 roku zaciągnął się do lotnictwa francuskiego Armée de l’Air i po przejściu szkoleń został przydzielony do Escadrille N461, jednej z trzech eskadr broniących Paryża. Na początku 1918 roku otrzymał stopień oficerski i zaciągnął się do USAAS, gdzie od 20 lipca 1918 roku został przydzielony do eskadry myśliwskiej 95 Aero. 10 sierpnia został zestrzelony nad terytorium Francji, ale z katastrofy wyszedł bez większych obrażeń.
Pierwsze zwycięstwo powietrzne odniósł 29 września 1918 roku nad niemieckim balonem obserwacyjnym. Do końca wojny zestrzelił jeszcze 4 balony i 2 samoloty niemieckie. Wszystkie zwycięstwa odniósł na samolocie SPAD XIII.
Po zakończeniu wojny latał w lotnictwie francuskim między innymi w 1924 roku brał udział w walkach w Maroku.
Zginął w katastrofie lotniczej 13 listopada 1938 roku w okolicach miasta Sparta w Tennessee.